# 恋人の嘆き
『恋人の嘆き』（こいびとのなげき、A Lover's Complaint）は、一般にシェイクスピアの作品と考えられている物語詩である。しかし、本当にシェイクスピアの作品であるか否かについては議論の余地が残されている。

## 形式と内容
この詩は49節からなるが、1節は7行であり、同じくシェイクスピアの物語詩『ルークリース陵辱』などと同様に、いずれもライム・ロイヤル（帝王韻詩)。弱強五歩格でababbccの形で押韻する）で書かれている。
詩の内容は以下の通りである。
語り手は、川辺で悲嘆に暮れている若い女性を見かける。彼女は破った手紙や指輪などといった愛の印を投げ捨てていた。年配の羊飼いが彼女に悲しみの理由を尋ねると、彼女は自分をつけ回し、誘惑し、最後には自分を捨てて去っていったかつての恋人のことを話しはじめる。しかし男がふたたび同じやり口で自分を誘惑してきたら、自分はまた同じように騙されてしまうだろうと認めて彼女は話を終える。

## 歴史と著者をめぐる議論
この詩篇は、1609年にトマス・ソープによって刊行された『ソネット集』に補遺として収録されたが、長らく批評家からはシェイクスピアの真作であることを疑われてきた。『恋人の嘆き』では、古語やラテン語法などといった、シェイクスピアの他の作品には見られない単語や形式が多く用いられており、韻律や構文はぎこちないと評価されることも多かった。その一方で、この詩の完成度を高く評価して、『終わりよければ全てよし』や『尺には尺を』の中の場面と通じる主題をもっているとみなした批評家もいる。また若い女性と年配の男性、魅惑的な求婚者の3人からなる三角関係が『ソネット集』のストーリーにおける三角関係と類似することから、『恋人の嘆き』を『ソネット集』にふさわしい結末と考えることもできる。J・M・ロバートソン（J. M. Robertson）は、この詩を書いたのはジョージ・チャップマンであり、『アテネのタイモン』の原案も同様であるとする研究論文を発表している。